# Virum
Virum – dzielnica podmiejska w gminie Lyngby-Taarbæk wchodzącej w skład Regionu Stołecznego w Danii. Położona jest 15 kilometrów na północ od centrum Kopenhagi; od zachodu graniczy z jeziorem Furesø.
W dzielnicy znajdują się m.in. wybudowany w 1747 roku maison de plaisance Frederiksdal, kościół (Virum Kirke) pochodzący z 1937 roku, stacja kolejowa oraz siedziba założonego w 1957 klubu sportowego Virum Basketball Klub, funkcjonującego obecnie pod nazwą Virum Vipers.